# Filet (équitation)
Pour les articles homonymes, voir Filet.

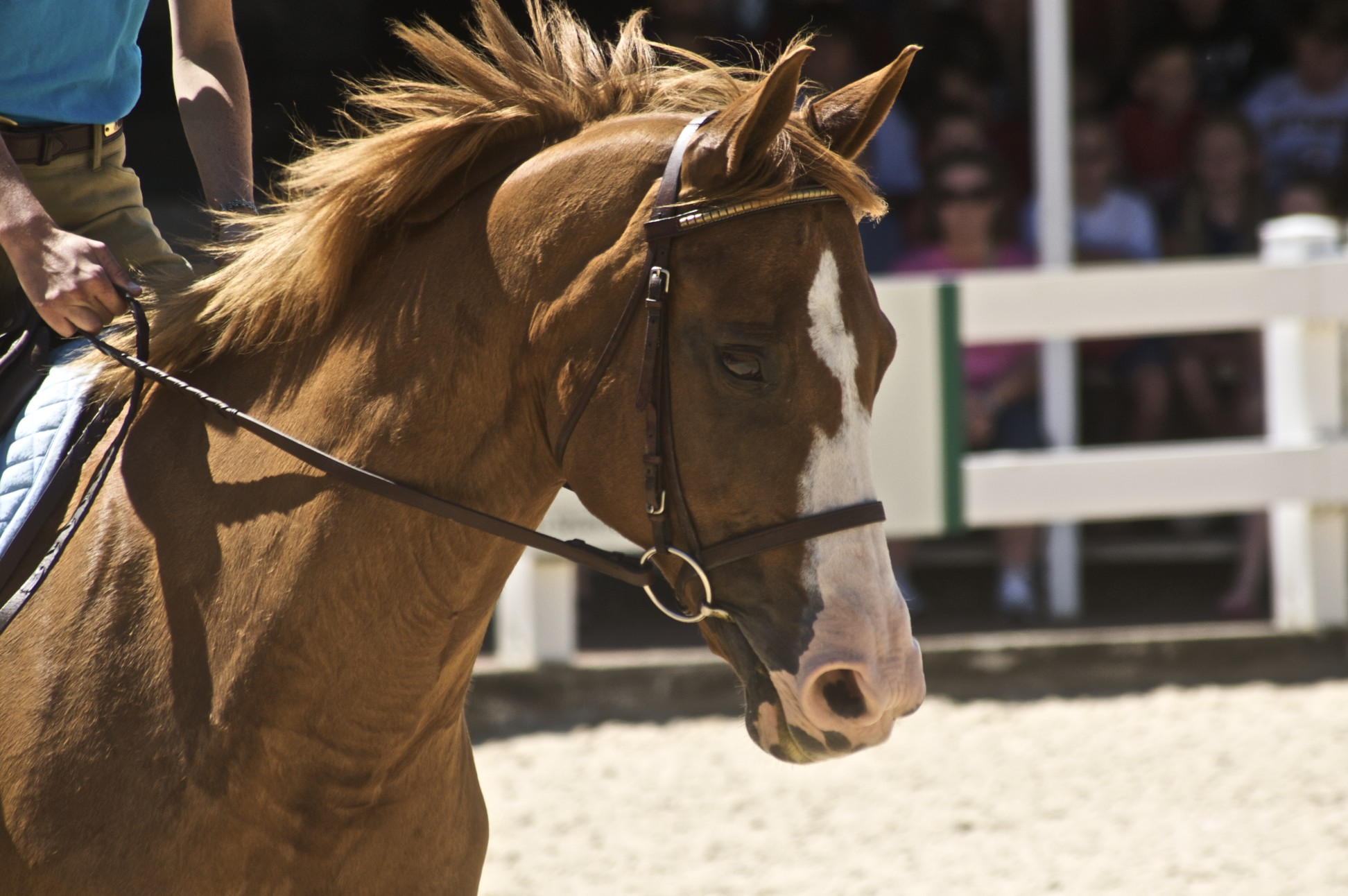
Cheval portant un filet.

Le filet et le bridon ainsi que le beaulieu, sont, en équitation, un ensemble de lanières, en cuir ou en synthétique, qui servent à maintenir le mors en place dans la bouche du cheval afin de le conduire. Le filet est un harnachement simple qui ne comprend qu'un seul mors et qu'une seule paire de rênes. Il peut être complété par une muserolle qui prend différentes formes plus ou moins sévères. Le mors associé au filet peut également présenter différentes formes en fonction de l'action recherchée. Le réglage du filet nécessite une attention toute particulière afin de ne pas blesser le cheval ou provoquer des défenses. Les cuirs et les aciers qui le composent doivent être entretenus régulièrement, ce qui nécessite un démontage complet des différents éléments.

## Terminologie
Le « filet » désigne à l'origine un mors brisé dépourvu de branches,. Par extension, l'ensemble du harnachement prend au cours du temps le nom de « filet ». Il en est de même avec le « bridon » qui désigne également à l'origine un mors aux canons plus gros que ceux du filet,. On aurait tendance à utiliser « filet » et « bridon » comme synonymes, cela ne se doit pas puisqu'ils sont différents.

## Description

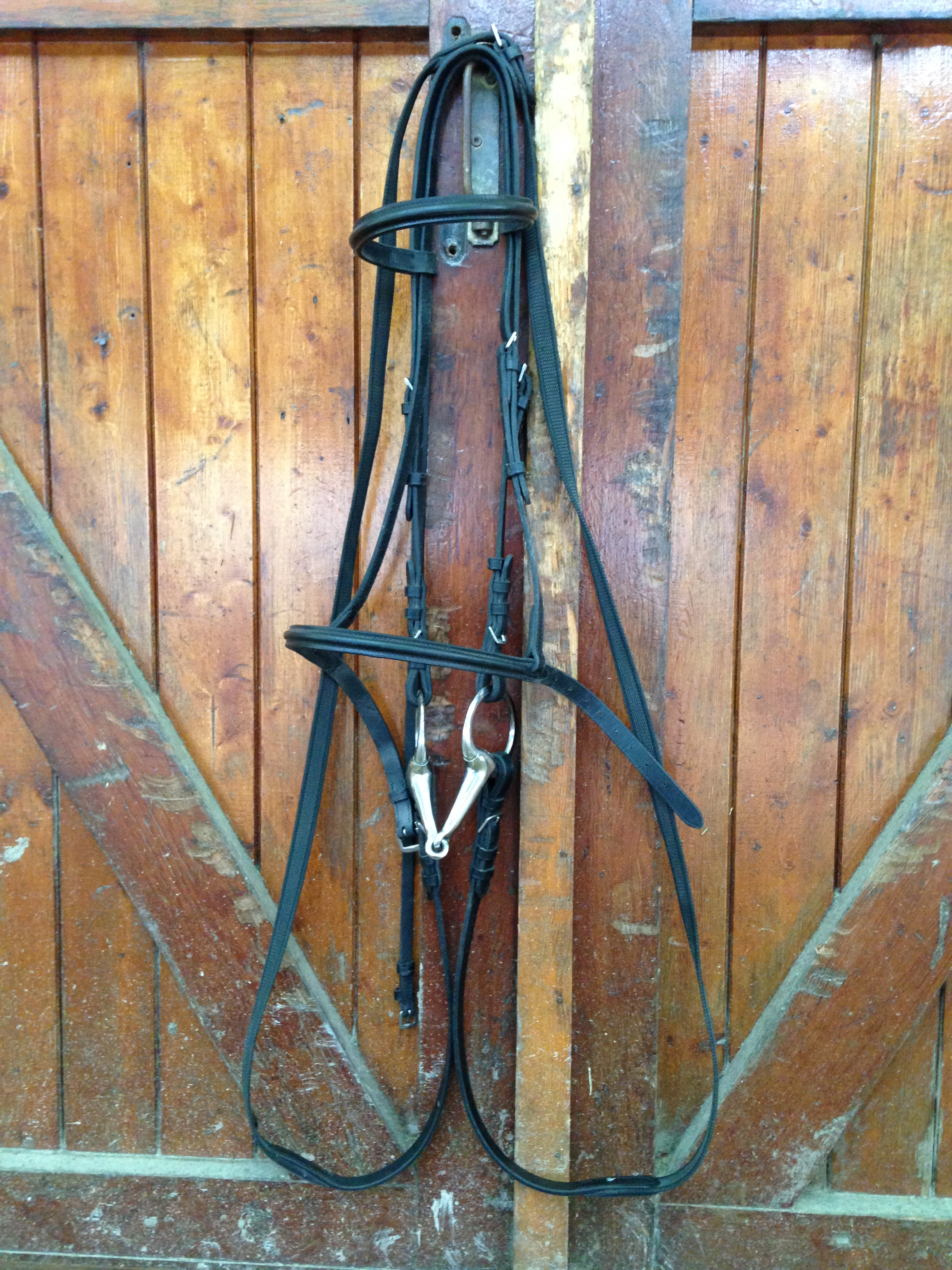
Présentation d'un filet.

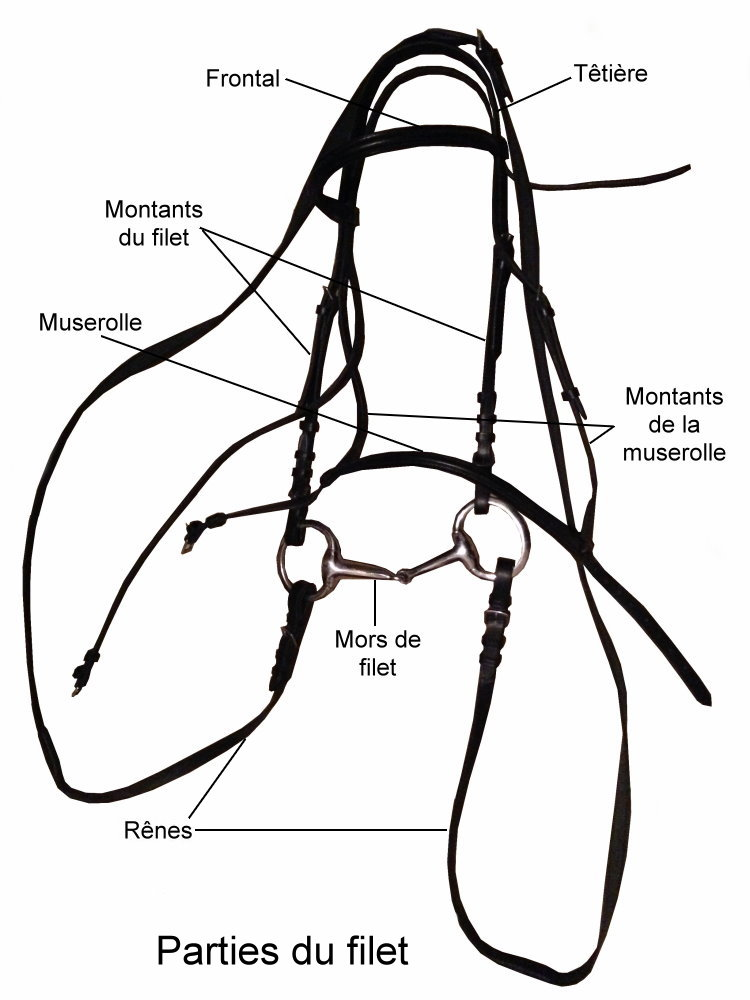
Différentes parties du filet.

Le filet ne comprend qu'un seul mors et qu'une seule paire de rênes. Il est formé, de haut en bas, d'une têtière, d'un frontal, d'une sous-gorge, d'une paire de montants de filet, à laquelle s'ajoutent généralement les montants de la muserolle lorsqu'elle est présente, d'un mors et de rênes,. La muserolle empêche le cheval d'ouvrir sa bouche démesurément pour se soustraire à l'action du mors. La sous-gorge empêche le filet de passer par-dessus les oreilles, tandis que le frontal empêche la bride de reculer derrière les oreilles. Le mors sert à diriger le cheval. Il peut être complété par des rondelles en caoutchouc pour protéger les lèvres d'éventuels pincements des anneaux du mors.
Il existe trois tailles de filet standardisées : poney, cob et cheval. Chaque filet est ajustable dans une certaine mesure. Un sellier-bourrelier peut réaliser des pièces sur mesure.
Le filet est le plus souvent en cuir et présente des coloris variés comme le noir, le marron foncé ou le marron clair. Il peut également être orné de pièces décoratives en cuir, en métal ou en couture. En endurance, les filets en nylon, en vinyle ou en matière synthétiques sont appréciés du fait des arrosages fréquents sur les courses.

### Muserolle

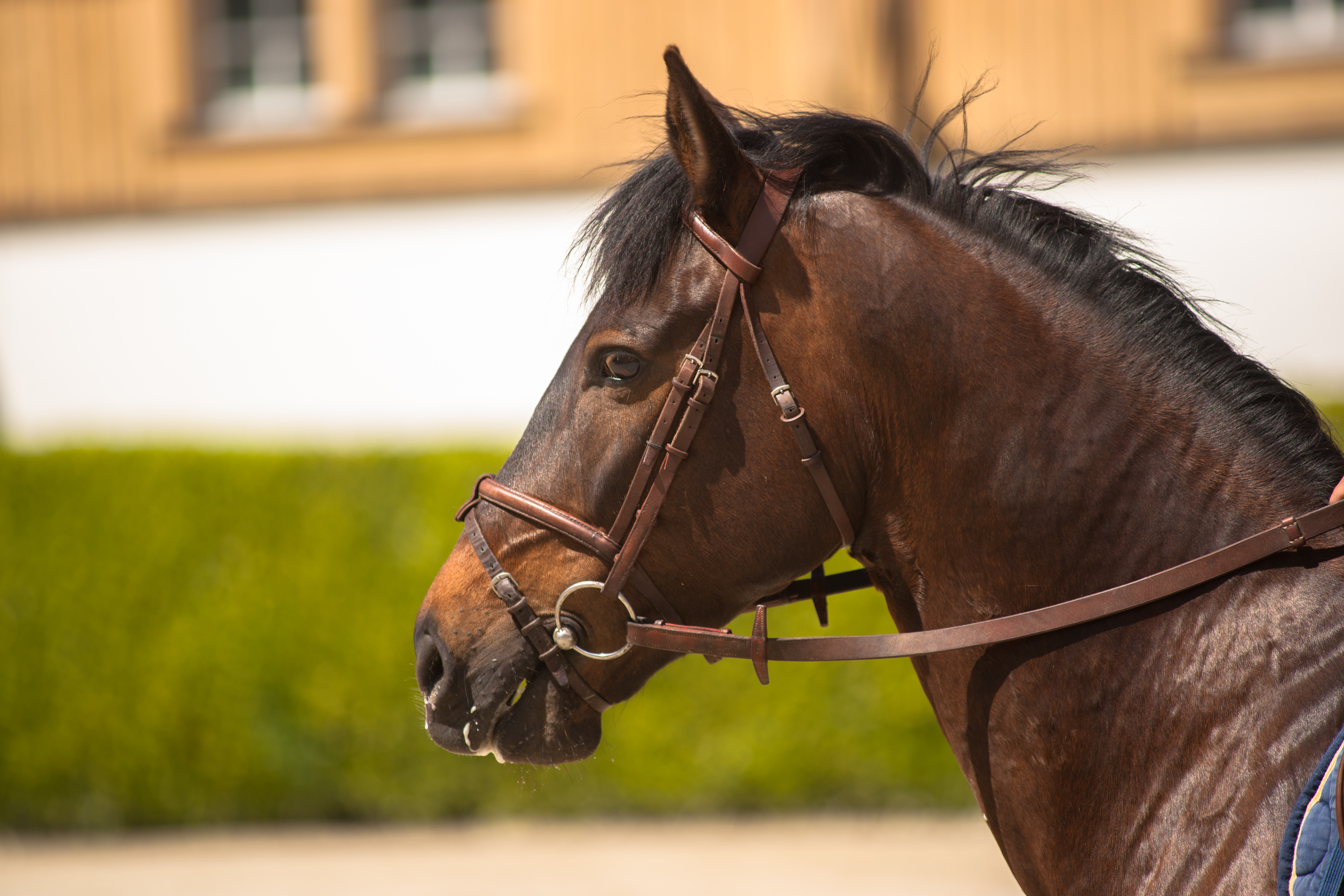
Franches-Montagnes équipé d'une muserolle combinée, soit une muserolle française et un noseband.

La muserolle est une partie du filet qui empêche le cheval d'échapper aux actions de la main en évitant par exemple qu'il ouvre la bouche lorsque le cavalier utilise les rênes pour une demande d'arrêt. Il en existe de nombreux types différents, plus ou moins sévères. 
La muserolle française se règle deux doigts au-dessous de l'arête zygomatique. La muserolle allemande se règle en avant des canons du mors filet. La muserolle croisée se croise sur le chanfrein. Le serrage de la muserolle est débattu par la communauté cavalière.

### Mors
Une très grande variété de mors peut être associée au filet. Il peut présenter différentes formes et être composé de différentes matières : acier inoxydable mais aussi caoutchouc, résine ou cuivre. De manière générale, plus le canon de mors est épais, plus l'action est douce. Son choix varie en fonction des besoins du cavalier. Dans la bouche du cheval, le mors repose sur les barres, c'est-à-dire entre les molaires et les incisives.

## Rôle et action
Le filet est un harnachement simple. Il permet au cavalier de conduire sa monture. Utilisé avec un mors brisé, il est particulièrement adapté aux cavaliers peu expérimentés.
Le mors de filet exerce une pression vers le haut sur les commissures de la bouche et en travers de la mâchoire.

## Ajustement
Le réglage du filet, c'est-à-dire le réglage de la hauteur du mors dans la bouche du cheval s'effectue au niveau des montants de filet. Ceux-ci doivent être ajustés de sorte que le mors soit en contact avec la commissure des lèvres mais sans les comprimer. Le réglage ne doit laisser apparaître que deux plis de peau sur la commissure des lèvres. Un poing doit pouvoir être passé entre la gorge du cheval et la sous-gorge. La muserolle doit être placée à deux doigts de l'apophyse zygomatique, os proéminent de la joue, pour éviter les frottements. Si elle touche le mors, il faut la raccourcir. Le frontal ne doit pas être placé trop haut au point de toucher la base des oreilles, car cela gênerait le cheval et provoquerait des défenses de la tête. Deux doigts doivent pouvoir être passés entre le chanfrein et la muserolle.

## Entretien
L'entretien du filet est nécessaire pour vérifier le bon état du matériel. Des craquelures dans le cuir peuvent nuire à la solidité du harnachement et devenir dangereuses. 
Le filet est composé de deux familles d'éléments : le cuir et l'acier. Les cuirs sont à nettoyer une fois tous les mois et les aciers doivent être rincés après chaque usage. Pour pouvoir entretenir les cuirs, le filet doit être démonté entièrement afin de nettoyer séparément chaque élément. Nettoyés avec une éponge imprégnée de savon glycériné, puis nourris avec une graisse adaptée, les cuirs sont débarrassés de la boue, de la sueur et des traces de produits des nettoyages précédents. Les aciers peuvent être nettoyés à l'eau savonneuse puis soigneusement rincés. Une fois le nettoyage réalisé, le filet peut être remonté en prenant garde à bien s'assurer de l'orientation des boucles,.